# Ганс фон Гефтен
Ганс Максиміліан Густав фон Гефтен (нім. Hans Maximilian Gustav von Haeften; 13 червня 1870, маєток Фюрстенберг, Ксантен — 9 червня 1937, Гота) — німецький офіцер і архіваріус, генерал-майор рейхсверу.

## Біографія

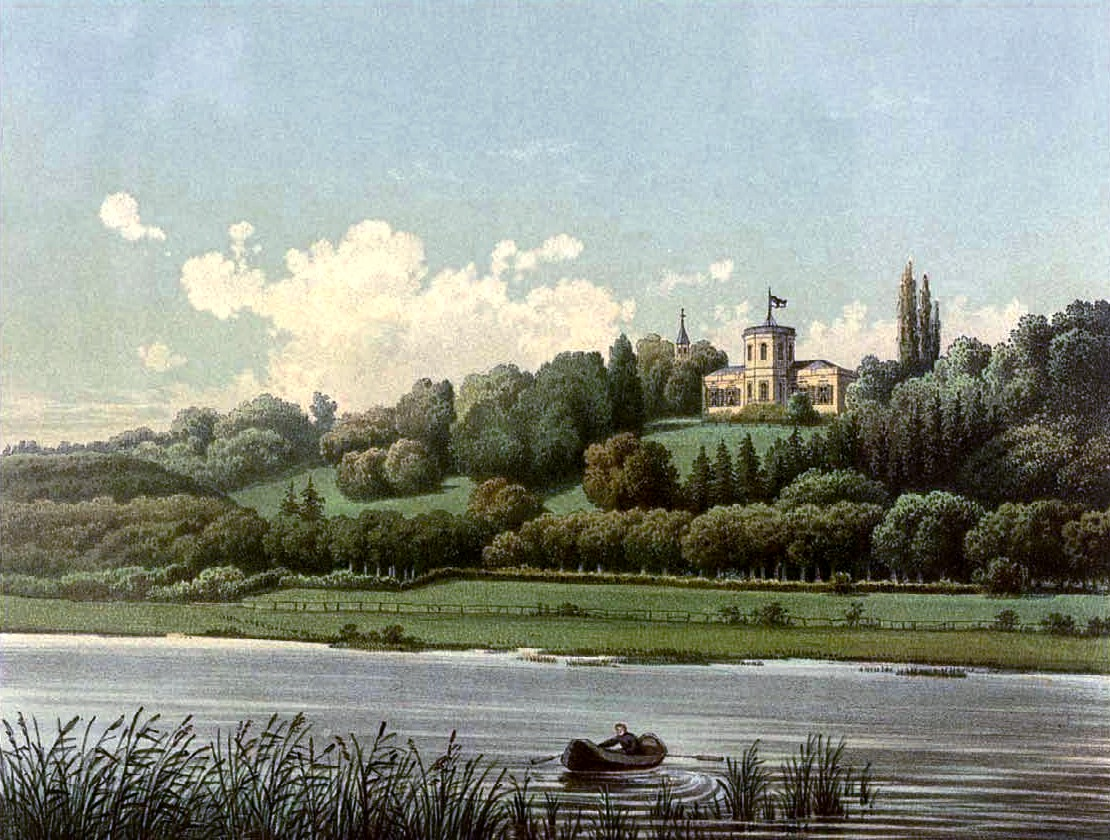
Маєток Фюрстенберг, в якому народився фон Гефтен.

Представник знатного німецько-нідерландського роду. Син прусського державного архіваріуса Августа фон Гефтена (1832–1871) і його дружини Елізабет, уродженої фон Гохвехтер (1840–1916).
Після закінчення середньої школи 26 березня 1889 вступив в 2-й піший гвардійський полк Прусської армії. 22 березня 1897 року переведений в гвардійський гренадерський полк №5. В 1899/1901 роках навчався у Військовій академії. З березня 1904 року служив в Генштабі, з 1906 року — в штабі 2-го армійського корпусу. З 1 жовтня 1907 року — командир роти 89-го великокняжого Мекленбурзького гренадерського полку. 2 травня 1910 року повернувся на штабну службу в 38-му дивізією, потім — знову в Генштаб.
Під час Першої світової війни майор фон Гефтен спочатку служив 1-м офіцером Гештабу гвардійського резервного корпусу, потім — особистим ад'ютантом начальника Генштабу Мольтке-молодшого та керівник «Східного управління військової розвідки» в Позені. Тут він уперше вступив у контакт з Паулем фон Гінденбургом та Еріхом Людендорфом. Після розмови з імператрицею з питання верховного командування на Сході в січні 1915 року його було переведено як покарання. Колишній опонент Гефтена Еріх фон Фалькенгайн в липні 1916 року привіз його в Берлін як голову військового відомства міністерства закордонних справ. Там він зіграв ключову роль у основі Управління зображень та кіно (BUFA). З літа 1918 року — начальником іноземного відділу Головнокомандування сухопутних військ. Наприкінці 1918 року Гефтен був офіцером зв'язку начальника Генштабу з канцлером принцом Максиміліаном Баденським.
Після війни у 1919 році Гефтен був членом Комісії сухопутних військ з миру. В 1920 році залишив військову службу, працював директором Відділу військової історії Генштабу. В 1931/35 року — президент Імперського архіву. З 1933 року — дійсний член Прусської академії наук.

## Сім'я
21 березня 1903 року одружився з Агнес фон Браухіч, дочкою генерала кінноти Бернгарда фон Браухіча і сестрою майбутнього генерал-фельдмаршала Вальтера фон Браухіча. В пари народились 3 дітей: Елізабет (1903–1980), Ганс Бернд (1905–1944) і Вернер (1908–1944).

## Нагороди
- Столітня медаль
- Залізний хрест 2-го і 1-го класу
- Почесний доктор філософського факультету Лейпцизького університету (1925)
- Почесний хрест ветерана війни з мечами